# Aurora López Pérez
Aurora López Pérez (Maracaibo, Venezuela; 13 de julio de 1911-Maracaibo, 18 de julio de 1993) fue una enfermera líder y pionera del gremio en Venezuela. Presidenta de la Asociación Nacional de Enfermeras de Venezuela y de su Junta Electoral Principal. Fundadora de la Asociación de Enfermeras del estado Zulia y de la Asociación de Enfermeras, Seccional Distrito Bolívar, Estado Zulia.

## Datos biográficos

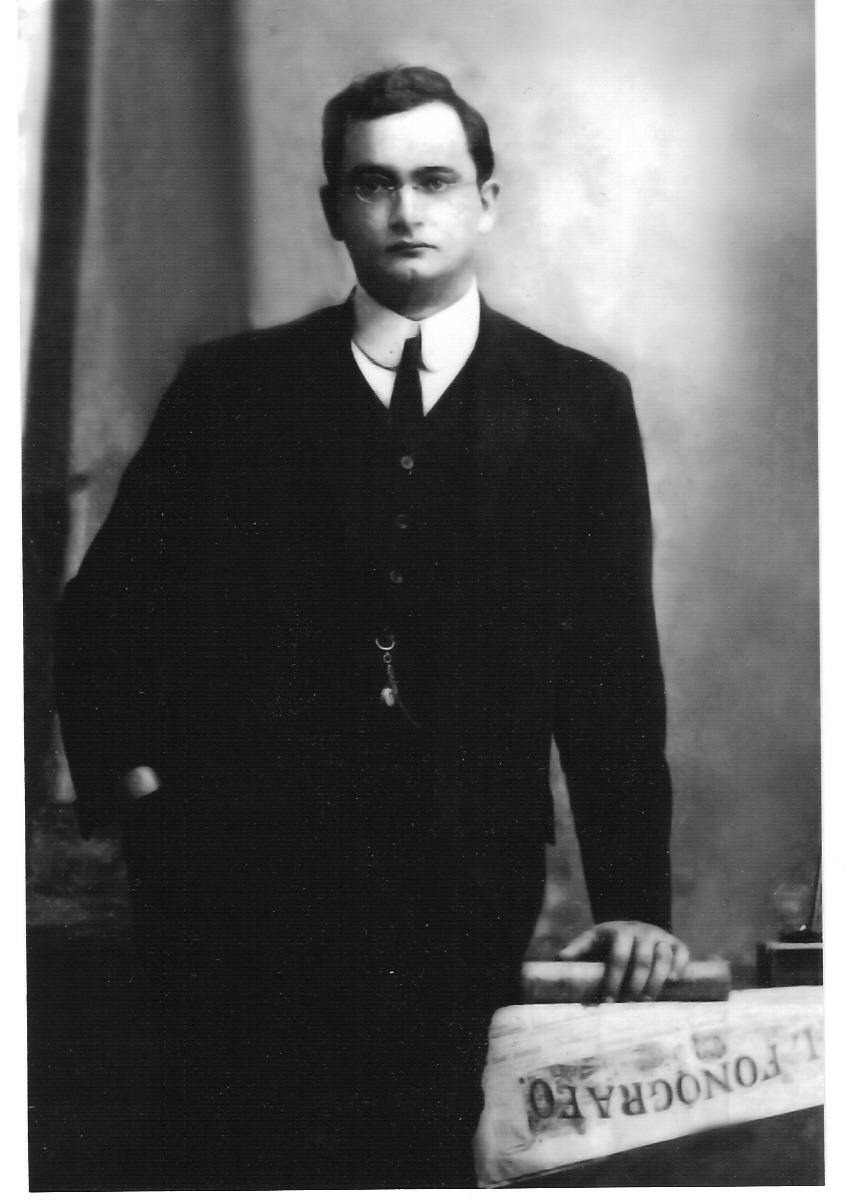
Eduardo López Bustamante, padre de Aurora López Pérez

Su padre fue Eduardo López Bustamante, periodista y abogado, Director del Diario El Fonógrafo de Maracaibo, y su madre Aurora Pérez Luzardo, hermana del jurista Néstor Luis Pérez Luzardo. Era la nieta mayor del editor maracaibero Eduardo López Rivas y del General zuliano Eduardo Pérez Fabelo y descendiente consanguínea del General Rafael Urdaneta y del Dr.Joaquín Esteva Parra.
"Su casa materna fue centro de reunión de los intelectuales de la época y en sus memorias puede leerse que solía quedarse dormida en los brazos de escritores y poetas venezolanos, como Udón Pérez y Elías Sánchez Rubio. El mayor impacto de su infancia lo produjo la constante presencia del Dr. Francisco Eugenio Bustamante, iniciador de la cirugía de abdomen en Venezuela. Aurora era sobrina nieta del científico, quien ejerció gran influencia en el despertar de su vocación".

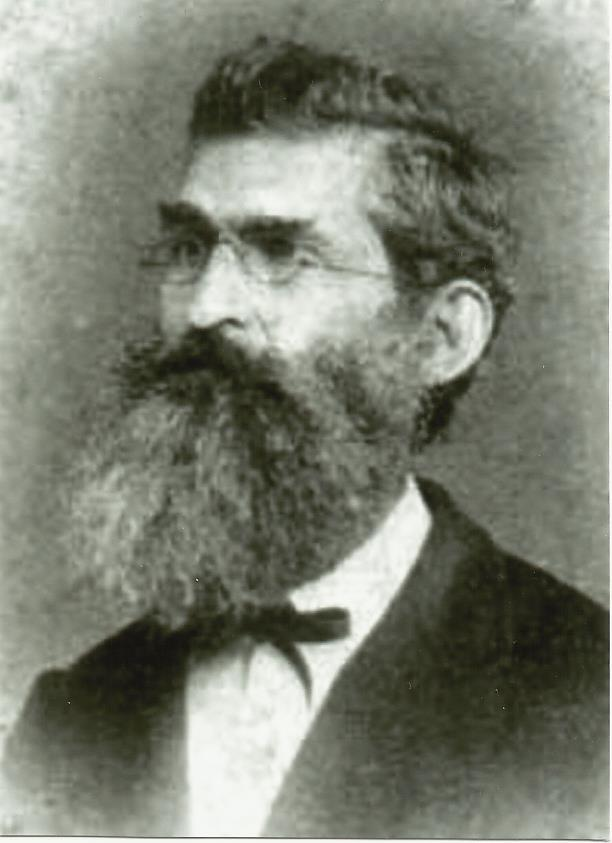
Dr. Joaquín Esteva Parra, antepasado de Aurora López Pérez

En 1917 el dictador Juan Vicente Gómez dictó orden de encarcelamiento a su padre y confiscó todos los bienes de los hermanos López Bustamante. “Su condición de primogénita, de una familia que percibía en desamparo, despertó en ella un temprano sentido de responsabilidad que formó su carácter. Fue entonces cuando desarrollo el firme temperamento que le permitió gobernar un hospital y protagonizar liderazgo nacional entre las enfermeras”.

## Temprana vocación
Según la crónica familiar Aurora López Pérez soñó con ser enfermera desde niña, demostrándolo en todos sus juegos infantiles y manifestándolo a sus hermanos. En 1980, en ocasión del Día Internacional de la Enfermera, su hermana Rosario López Pérez de Cova, le dedicó el poema “A Aurora en el Día de la Enfermera”, donde queda claramente reflejada su temprana vocación.

 Cuando aún eras pequeña y queríamos jugar, siempre había una querella 

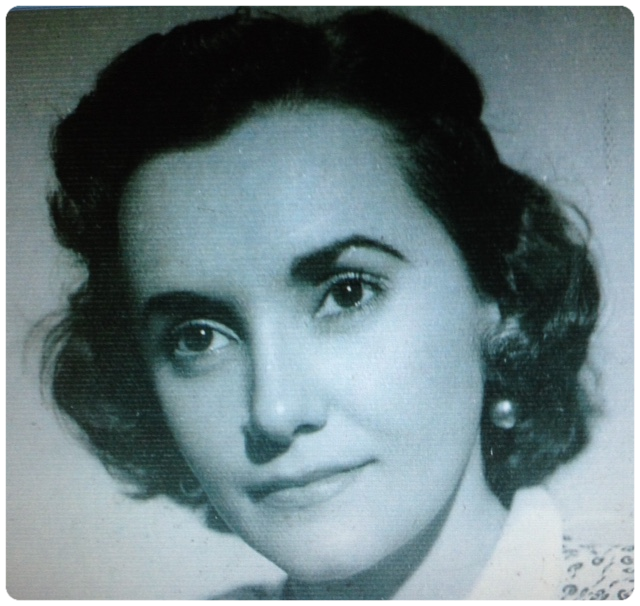
Rosario López Pérez de Cova, autora de "A Aurora en el Dia de la Enfermera", poema que refleja la temprana vocación de su hermana

 Sólo querías un juego, el médico y la enfermera 

 Y al preguntarte porqué respondías con firmeza 

 yo quiero ser enfermera 

 Tu vivir y tu razón han sido tu profesión

 Ni los elogios o halagos, llaman nunca tu atención 

 Qué homenaje tan pequeño el que se hace en este día 

 A quien con tanta hidalguía, amor y dedicación 

 Escribió en su corazón “renuncio a todo en la vida”

Dos estrofas del Poema “A Aurora en el Día de la Enfermera”, escrito por su hermana Rosario López Pérez de Cova".

## Trayectoria en el campo de la salud
En 1940 comenzó su actividad dentro del campo de la salud estudiando becada por los Laboratorios Biogen, mientras trabajaba como practicante en los laboratorios del Hospital Central de Maracaibo. En 1945 se graduó de enfermera, en la primera promoción del estado Zulia, revalidando su título ese mismo año en la Universidad Central de Venezuela.

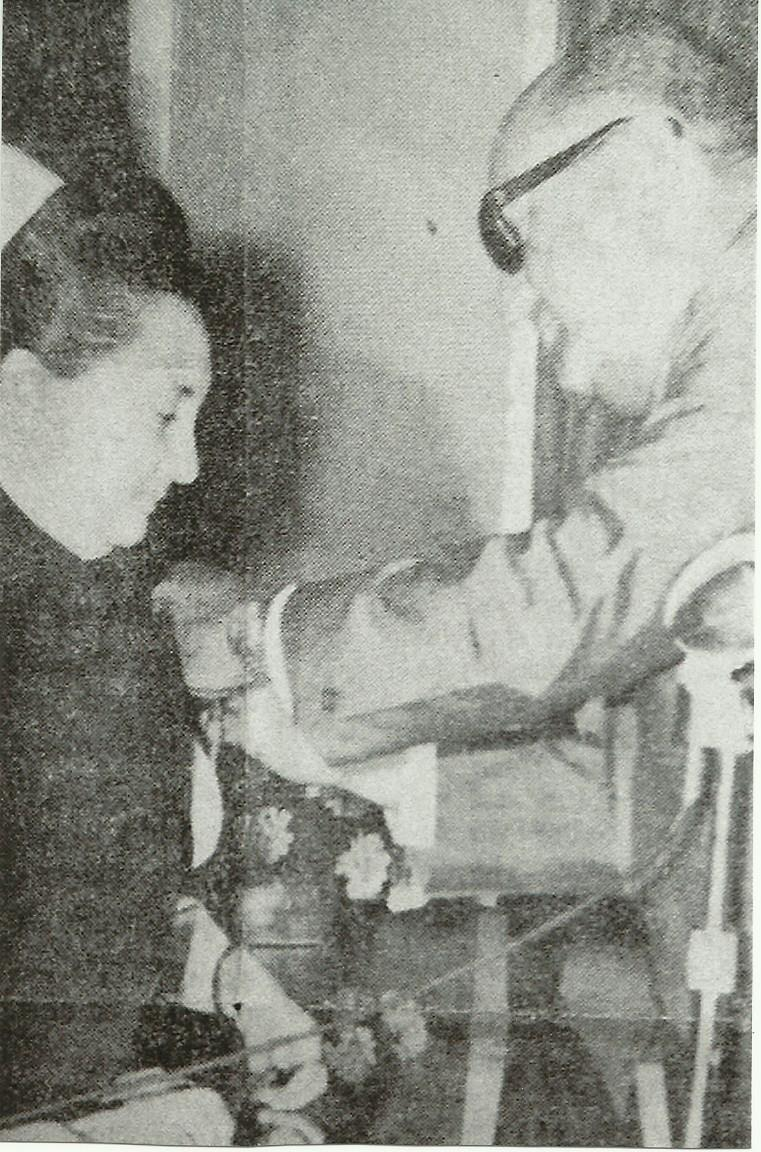
Aurora López Pérez es condecorada por el Gobernador del Estado Zulia, Elio Suárez Romero.

Desarrolló toda su carrera en del Hospital Central de Maracaibo. Allí se formó pasando por los cargos de enfermera jefe del Servicio de Maternidad, del Puesto de Socorro y del Servicio de Pediatría. En 1951 fue nombrada enfermera jefe, supervisora general, cargo que desempeñó durante 24 años hasta su jubilación en 1975.

## Liderazgo gremial
Su liderazgo nace en el período posterior a la muerte del dictador Juan Vicente Gómez, cuyo gobierno protagonizó una de las épocas más oscuras de la historia de Venezuela. En materia de cuidados a los enfermos, como en tantos otros aspectos, la situación en el país era entonces de completo atraso. No existían enfermeras profesionales y entre religiosas y aficionados se apañan para aliviar a los pacientes con procedimientos simples como enemas, fricciones y cataplasmas.

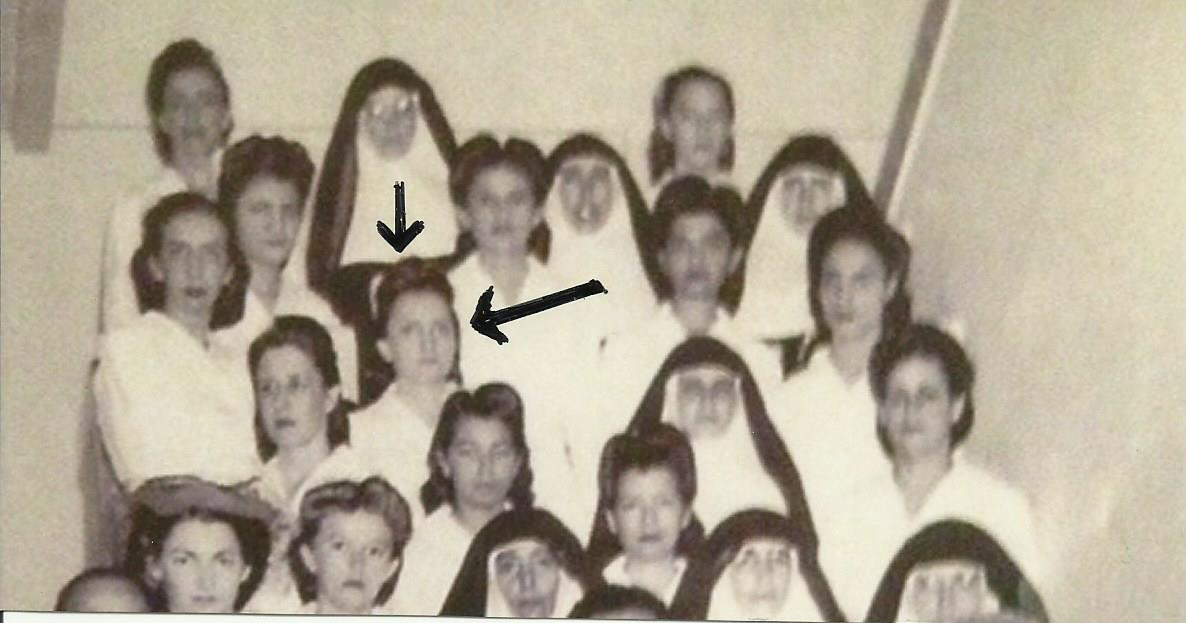
Aurora López Pérez entre un grupo de enfermeras y religiosas, del Hospital Central de Maracaibo

Al comenzar el proceso de transformación del país se abren los estudios de enfermería y en 1945 se gradúa en el Zulia un minúsculo grupo de profesionales. De esta primera promoción de enfermeras forma parte Aurora López Pérez. Ese mismo año revalidó su título en la ciudad de Caracas, en la Universidad Central de Venezuela.

### Creadora de la Auxiliar de Enfermería
Su primera causa gremial fue la de crear consciencia, entre las enfermeras recién graduadas, sobre la necesidad de instruir con procedimientos modernos, a las hasta entonces encargadas de cuidar a los enfermos. Miles de personas habían trabajado como colaboradoras y, frente a la labor de las primeras profesionales, su posición dentro del gremio médico comenzaba a dejar de tener importancia. Aurora López Pérez desplegó por primera vez su condición de líder por esta causa y logró que las nuevas profesionales se convirtieran en educadoras de las religiosas y asistentes que antes habían llenado sus espacios. Así nació en el país la figura de la Auxiliar de Enfermería, hoy en día parte importante del sistema nacional de salud de Venezuela.

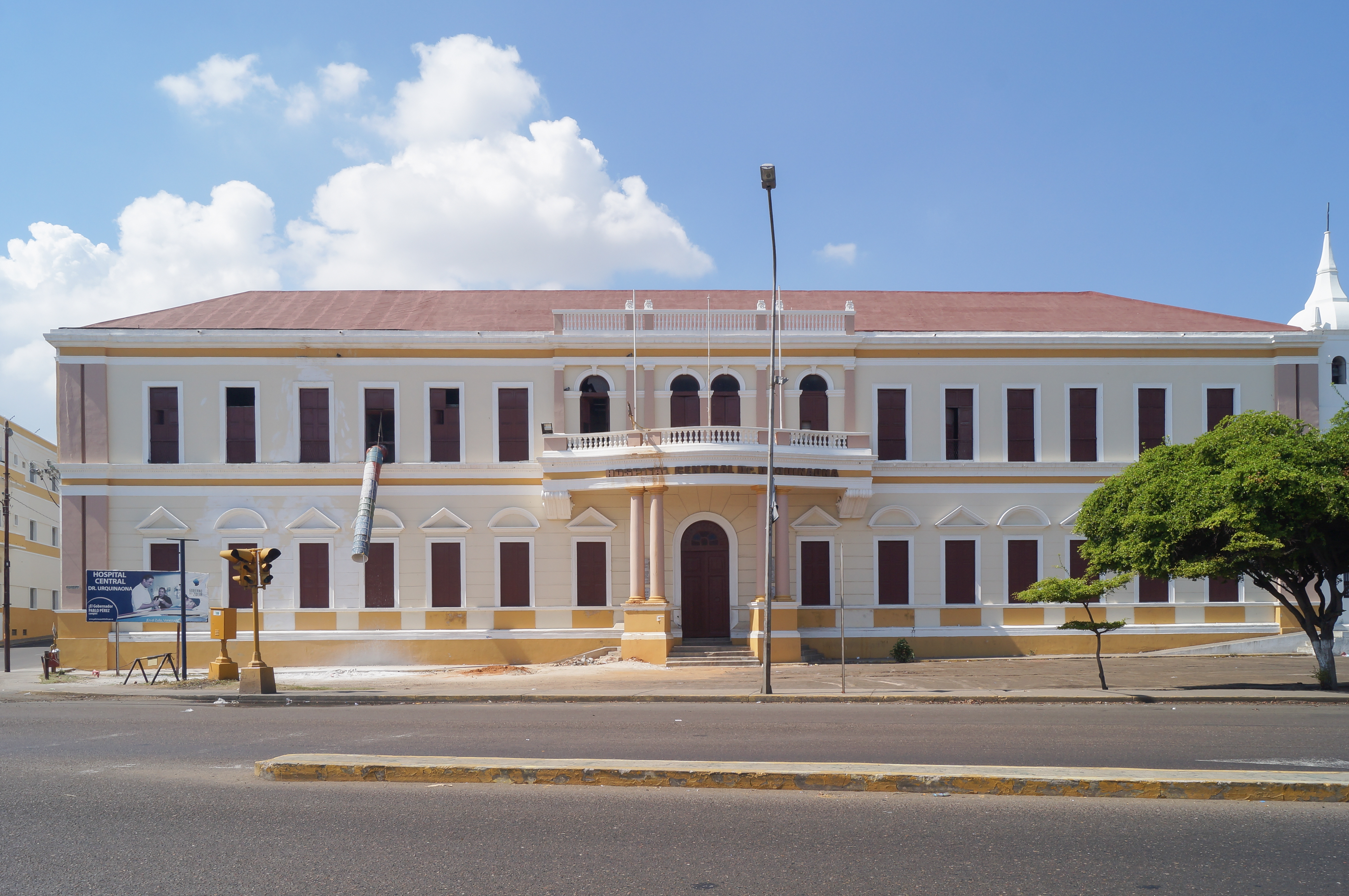
Hospital Central de Maracaibo, donde hizo su carrera Aurora López Pérez.

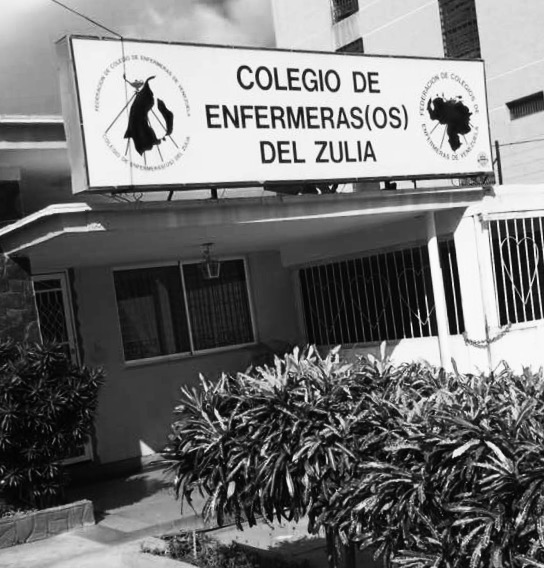
Sede del Colegio de Enfermeras y Enfermeros del Estado Zulia en Maracaibo, fundado por Aurora López Pérez en 1946.

Esta iniciativa, y la forma en que llegó a convertirse la enfermera auxiliar en integrante del sistema de salud, fue tema de sus ponencias en congresos internacionales. Ello le dio liderazgo entre las representantes de otros países en vías de desarrollo, para quienes el ejemplo sirvió de inspiración y lo aplicaron en sus países.

### Los Colegios de Enfermería
Después de algunos meses de haber recibido su título, Aurora López Pérez reunió a sus colegas del Zulia para motivarles a crear una organización que agrupara al gremio. Fue así como en 1946, fundó la Asociación Zuliana de Enfermeras, hoy en día Colegio de Profesionales de Enfermería del Estado Zulia. Años más tarde inició con éxito un proyecto similar, en la Costa Oriental del Lago de Maracaibo, creando la Asociación de Enfermeras del Estado Zulia, Filial Bolívar.

### Liderazgo nacional
Aurora López Pérez fue Presidenta de la Asociación Nacional de Enfermeras de Venezuela y de su Junta Electoral Principal durante diez años, además de miembro permanente del Tribunal Disciplinario de la organización. Representó a Venezuela en todos los congresos internacionales de enfermería de su tiempo y, desde 1951 hasta 1975, fue delegada oficial permanente por el Estado Zulia a todas las Convenciones Nacionales de Enfermería. Durante veinte años se desempeñó como Profesora de las Escuelas de Enfermeras de Caracas y Maracaibo, en diez disciplinas, y publicó diversos trabajos sobre la profesión, varios de ellos premiados, que han sido utilizados como textos de estudio.

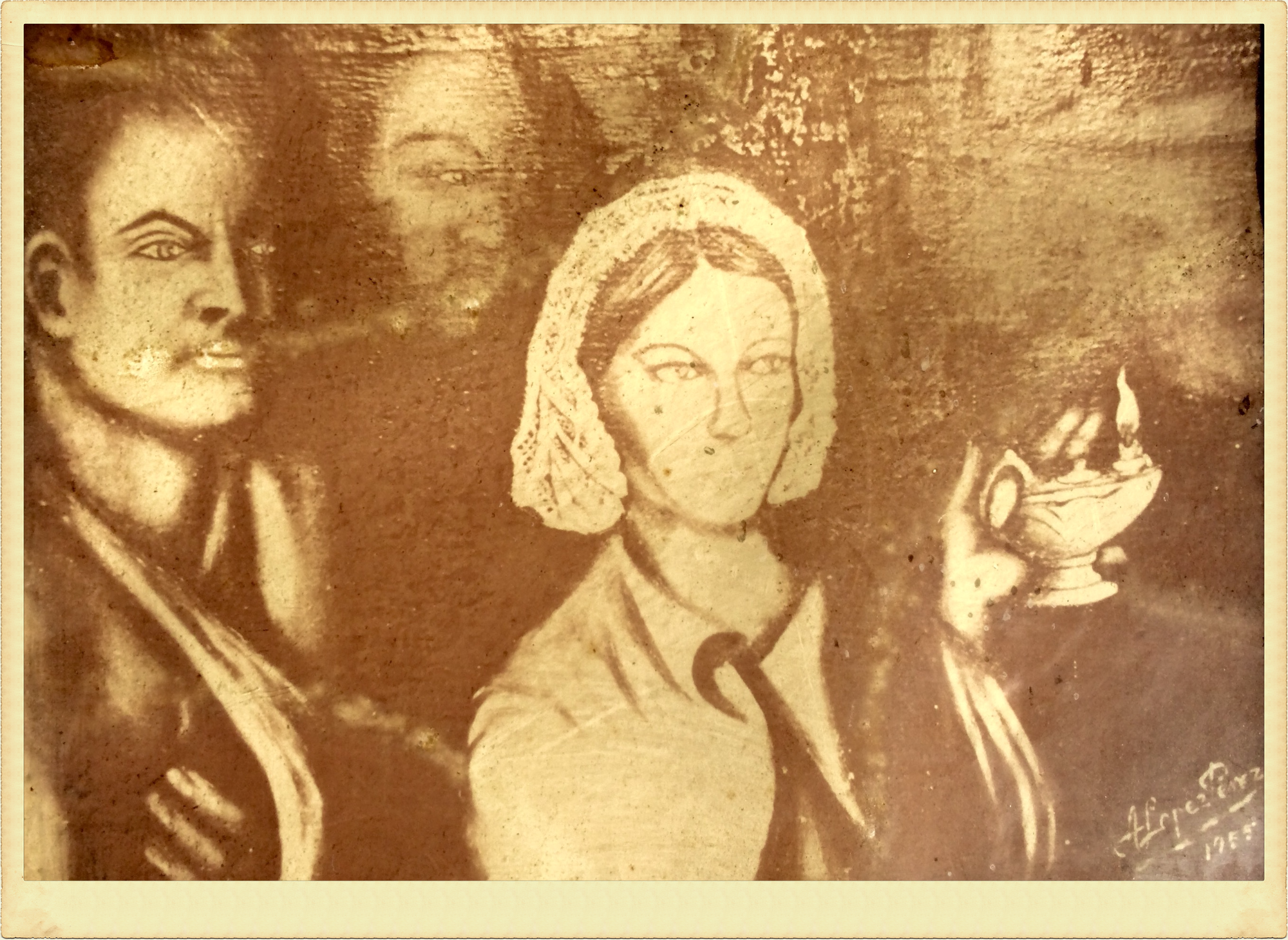
Óleo de la fundadora de la enfermería en el mundo, Florencia Nightingale, pintado por Aurora López Pérez en 1955.

### Artista plástica del gremio
Aurora López Pérez fue también una artista plástica, talento heredado de su bisabuelo, Eduardo López Rivas, célebre por el arte de sus publicaciones. Su género fue la pintura al óleo y se especializó en cuadros sobre episodios de la enfermería a través de la historia. Dos de sus retratos de la fundadora del gremio, Florencia Nightingale, fueron expuestos de forma permanente en los salones de los Colegios de Profesionales de Enfermería de Caracas y Maracaibo. Han sido desde entonces utilizados como ilustración, en las publicaciones oficiales del gremio.

## Reconocimientos
La Gobernación del Estado Zulia creó en 1970 el Premio Estatal de Enfermería “Enfermera Aurora López Pérez”, en honor a su labor pionera dentro de la enfermería venezolana y a su liderazgo gremial.
Tras su muerte, ocurrida en Maracaibo el 18 de julio de 1993, fue velada con honores en la Escuela de Enfermeras del Estado Zulia y sus restos fueron llevados el Panteón de la Enfermera en el Cementerio Corazón de Jesús de Maracaibo, donde actualmente reposan.
El 18 de julio de 2018, el Colegio de Profesionales de Enfermería del Estado Zulia realizó un homenaje póstumo a la enfermera Aurora López Pérez. El acto fue bautizado con el nombre de “Aurora López Pérez, Ícono de la Enfermería Venezolana” y tuvo lugar en la sede del Colegio de Profesionales de la Enfermería del Zulia.